# Секст Фурий Медулин Фуз
Вижте пояснителната страница за други личности с името Фурий Медулин Фуз.
Секст Фурий Медулин Фуз (на латински: Sextus Furius Medullinus Fusus) e консул на ранната Римска република през 488 пр.н.е., заедно със Спурий Навций Руцил. Той е първият консул от патрицианската фамилия Фурии. По време на консулата си той води битки с волските и Кориолан.